# The Wack Album
The Wack Album è il terzo album in studio del gruppo musicale statunitense The Lonely Island, pubblicato l'11 giugno 2013 dalla Universal Music Group.

## Tracce
1. Dramatic Intro – 1:20
2. Go Kindergarten (feat. Robyn) – 2:27
3. Hugs – 3:01
4. Diaper Money (feat. Pharrell Williams) – 1:51
5. YOLO (feat. Adam Levine & Kendrick Lamar) – 3:08
6. Spell It Out – 1:08
7. Semicolon (feat. Solange) – 2:35
8. Where Brooklyn At? (Interlude) – 0:42
9. You've Got the Look (feat. Hugh Jackman & Kristen Wiig) – 2:12
10. I'm a Hustler (Song?) – 1:20
11. Spring Break Anthem – 2:13
12. I Run NY (feat. Billie Joe Armstrong) – 3:04
13. I Don't Give a Honk – 2:12
14. 3-Way (The Golden Rule) (feat. Justin Timberlake & Lady Gaga) – 2:51
15. Meet the Crew – 1:56
16. I F****d My Aunt (feat. T-Pain) – 2:29
17. We Are a Crowd – 1:23
18. The Compliments (feat. Too Short) – 2:43
19. We Need Love – 2:12
20. Perfect Saturday – 3:18

DVD
1. YOLO (feat. Adam Levine & Kendrick Lamar) – 3:08
2. Diaper Money – 1:51
3. We Need Love – 2:33
4. 3-Way (The Golden Rule) (feat. Justin Timberlake & Lady Gaga) – 3:04
5. Spell It Out – 1:10
6. Spring Break Anthem – 2:13
7. 100th Digital Short – 3:25

## Classifiche
| Classifica (2016) | Posizione massima |
| ----------------- | ----------------- |
| Australia         | 39                |
| Belgio (Fiandre)  | 176               |
| Canada            | 7                 |
| Regno Unito       | 59                |
| Stati Uniti       | 10                |
| Stati Uniti (rap) | 1                 |